# Schiltigheim
Schiltigheim é uma comuna francesa na região administrativa de Grande Leste, no departamento Baixo Reno. Estende-se por uma área de 7,63 km². Em 2010 a comuna tinha 33 268 habitantes (densidade: 4 360,2 hab./km²).821 hab/km².